# Adalin (ort)
Adalin är en ort i kommunen Dragu i länet (județ) Sălaj i de historiska regionerna Crișana och Transsylvanien i Rumänien. Folkmängden uppgår till cirka 200 invånare.